# 華埠站 (舊金山輕軌)
華埠-白蘭站（英語：Chinatown-Rose Pak Station）是美國旧金山轻轨系统的一个地下站，得名自旧金山华埠和美國華裔政治活動家白蘭，位於市德顿街与华盛顿街交叉口。该站是舊金山中央地鐵工程的一部分，2022年开通后成为旧金山轻轨T线的北段终点站。

## 历史

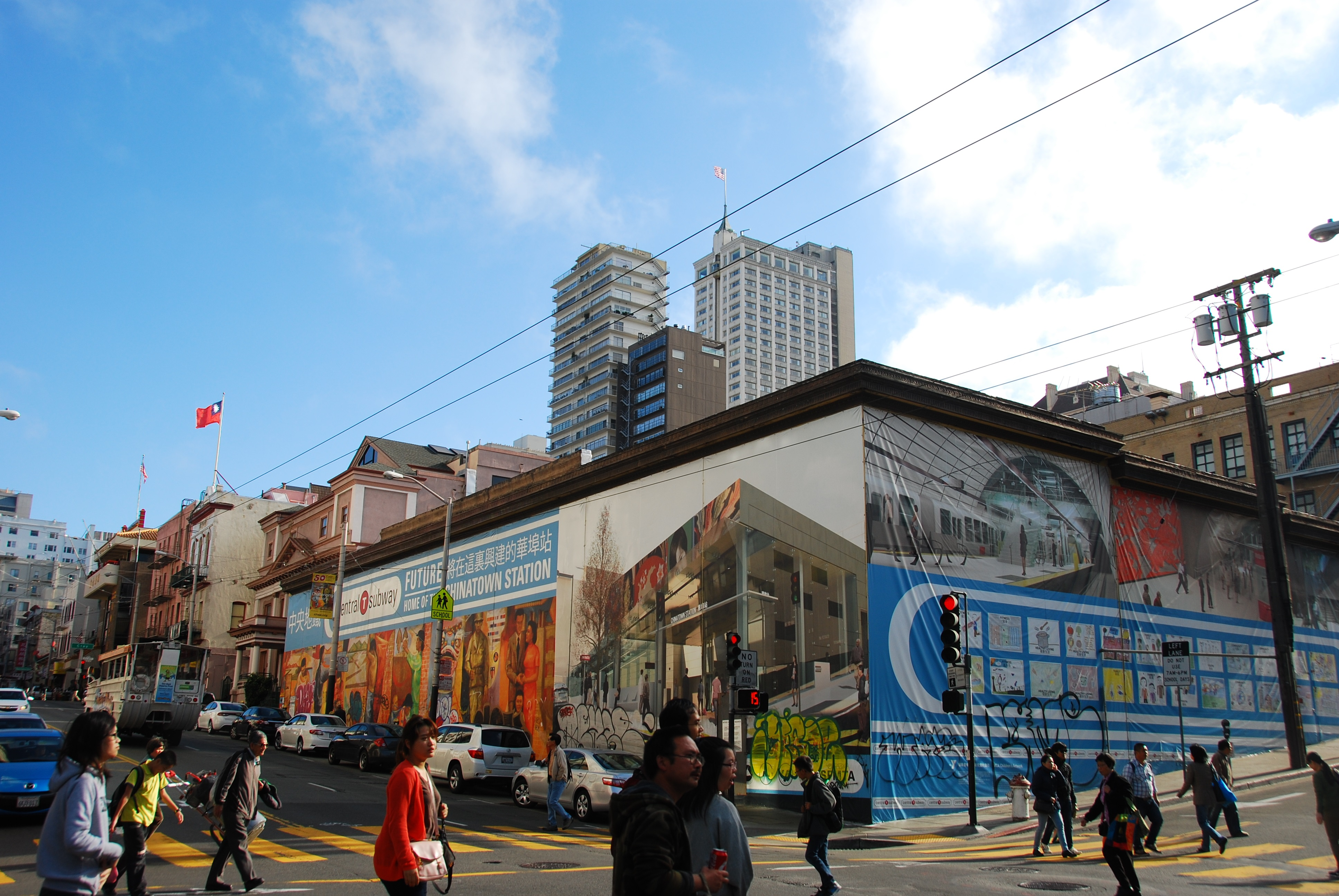
位於市德頓街、華盛頓街路口的華埠站工地

2007年10月，中央地铁计划的环境影响评价补充报告出台，其中包括在华埠设站的规划。中央地铁环评报告于2008年9月获旧金山市议会一致通过。2012年3月16日，市德顿街933至949号被划为车站工地，本站的兴建工程启动。
2015年12月，考古学家在华埠站工地北侧的市德顿街美洲同源会建筑前发掘出一台缝纫机，该缝纫机被考古学家判断为1906年舊金山大地震的文物。
截至2016年10月，本站的出入口已经开工。然而本站自开工以来屡次因尘土、噪音等污染遭到华埠商户的投诉。
2016年，旧金山华协中心发起比赛，公开征集车站入口处的中文对联，最终由黄立慈创作的“昔日漂洋采金矿，今朝劈地铸银龙”胜出。
2018年4月，三藩市交通局称华埠站的掘进工程已经完成，站体结构即将开工。

## 车站设计
华埠站埋深100英尺（30），车站上方计划建设一个面积达5,400平方英尺（500平方）的休憩广场。